# 丸山真純
丸山 真純（まるやま まさずみ、1970年3月 - ）は、日本の社会学者（異文化コミュニケーション・教育社会学）。学位はPh.D.（オクラホマ大学・1998年）。長崎大学経済学部准教授。

## 来歴

### 生い立ち
1970年に生まれた。 静岡県立大学に進学し、国際関係学部の国際言語文化学科にて学んだ。1992年に大学を卒業すると、アメリカ合衆国に渡り、オクラホマ大学の大学院にてコミュニケーション学を学んだ。1993年には修士の学位を取得し、1998年にはPh.D.の学位を取得し、オクラホマ大学の博士課程を修了した。

### 研究者として
1998年に長崎大学に採用され、経済学部にて経済協力・国際コミュニケーションを担当する講師に就任した。1999年には、同大学の経済学部にて、経済協力・国際コミュニケーションを担当する助教授に昇任した。現在は、長崎大学の経済学部にて、総合経済学科の准教授を務めており、経済協力・国際コミュニケーションの講座を担当している。

## 研究
専門は社会学であり、特に異文化コミュニケーションや教育社会学などの分野の研究に取り組んでいる。ナショナル・コミュニケーション学会、国際コミュニケーション学会、日本コミュニケーション学会、異文化間教育学会などに所属している。日本コミュニケーション学会では、九州支部の紀要編集委員・運営委員なども務めた。異文化コミュニケーションに纏わる専門書も、共著として複数著している。

## 略歴
- 1970年 - 北海道で誕生。
- 1992年 - 静岡県立大学国際関係学部卒業。
- 1998年 - オクラホマ大学大学院博士課程修了。
- 1998年 - 長崎大学経済学部講師。
- 1999年 - 長崎大学経済学部助教授。

## 著作
- 橋本満弘・畠山均・丸山真純著『教養としてのコミュニケーション』北樹出版、2006年。ISBN 9784779300462
- 池田理知子ほか著『多文化社会と異文化コミュニケーション』改訂新版、三修社、2007年。ISBN 9784384039429